# Pihani
Pihani es un ciudad y municipio situado en el distrito de Hardoi en el estado de Uttar Pradesh (India). Su población es de 36014 habitantes (2011). 

## Demografía
Según el censo de 2011 la población de Pihani era de 36014 habitantes, de los cuales 18808 eran hombres y 17206 eran mujeres. Pihani tiene una tasa media de alfabetización del 61,51%, inferior a la media estatal del 67,68%: la alfabetización masculina es del 67,56%, y la alfabetización femenina del 54,92%.